# Densha Otoko
Densha Otoko (jap. 電車男 (でんしゃ おとこ); pol. dosł. Mężczyzna w pociągu) – japońska drama emitowana na antenie Fuji TV od 7 lipca do 22 września 2005 roku. Składa się z 11 odcinków, z odcinkiem specjalnym wyemitowanym 6 października 2005 roku. 23 września 2006 roku wyemitowano drugi dwugodzinny odcinek specjalny zatytułowany „Densha Otoko Derakkusu: Saigo no Seisen”, w którym bohaterowie udają się na Tahiti. Pony Canyon wydało dramę na DVD 22 grudnia 2005 roku.
Jest to adaptacja powieści „Densha Otoko” (電車男) autorstwa Hitori Nakano. Na podstawie prawdziwej rozmowy na japońskim forum 2channel.

## Zarys fabuły
Z pomocą społeczności internetowej, nerdowaty, społecznie niezręczny otaku znajduje odwagę, by zacząć spotykać się z atrakcyjną kobietą, którą spotyka w pociągu.

## Fabuła
Historia miłosna między pracownicą biurową Saori Aoyamą i maniakiem anime Tsuyoshim Yamadą. Historia zaczyna się, gdy Saori wpada w kłopoty z pijanym mężczyzną w pociągu. Wszyscy przyglądają się temu bez reakcji. Niespodziewanie z opresji ratuje ją główny bohater Yamada. W podziękowaniu Saori wręcza mu zestaw filiżanek firmy Hermès. Yamada, który nie ma doświadczenia z płcią przeciwną, prosi o pomoc użytkowników forum internetowego w skontaktowaniu się z Saori.

## Obsada

### Główna
- Atsushi Itō jako Tsuyoshi Yamada / Densha Otoko, jest typowym „otaku”, który konsultuje się na forum internetowym w celu uzyskania porady, jak zdobyć Saori. Na początku serii jest bardzo nieśmiały i często jąka się podczas rozmowy z płcią przeciwną lub swoim szefem. Początkowo próbuje pozbyć się swojej „nerdowskiej” strony.

- Misaki Itō jako Saori Aoyama / Hermes, po tym, jak została uratowana przez Yamadę przed pijanym mężczyzną w pociągu, wysyła Yamadzie filiżanki w ramach podziękowania. Skrywa także sekret, nie może znieść bycia okłamywaną, ponieważ jej ojciec okłamał jej matkę w przeszłości, a ona sama niedawno zerwała z oszukującym ją chłopakiem.

### W pozostałych rolach
- Miho Shiraishi jako Misuzu Jinkama, jest klientką Yamady, która często znęca się nad nim i zmusza go do płacenia za swoje posiłki. Jest także łamaczką serc, pozostawiającą po sobie wielu porzuconych mężczyzn.

- Kōsuke Toyohara jako Kazuya Sakurai, jest rywalem w miłości do Saori, ale często nieświadomie pomaga Yamadzie. Opracowuje misterne plany, aby zdobyć Saori, ale często coś mu przeszkadza w ostatniej chwili i nie jest w stanie jej ich pokazać.

- Mokomichi Hayami jako Keisuke Aoyama, jest młodszym bratem Saori, który przypadkowo odkrywa forum internetowe, na którym Yamada opowiada o swoim związku z Saori.

- Maki Horikita jako Aoi Yamada, młodsza siostra Tsuyoshiego.

- Shirou Kishibe jako Tsuneo Yamada, ojciec Tsuyoshiego.

- Kumiko Akiyoshi jako Yuki Aoyama, matka Saori

- Gekidan Hitori jako Yuusaku Matsunaga, przyjaciel Tsuyoshiego.

- Eiji Sugawara jako Shinji Kawamoto, jest także przyjacielem Tsuyoshiego.

- Eriko Satō jako Kaho Sawazaki, jest przyjaciółką i współpracowniczką Saori.

- Risa Sudo jako Yūko Mizuki, jest także przyjaciółką i współpracowniczką Saori.

## Odcinki/Streszczenie

### Odc. 1
Yamada ratuje Saori przed pijanym mężczyzną w pociągu. W podziękowaniu Saori prosi go o adres i wysyła mu zestaw filiżanek luksusowej firmy Hermès. Yamada przedstawia Saori użytkownikom forum jako „Hermes”. Zachęcony przez użytkowników, Yamada w końcu zbiera się na odwagę, by zadzwonić do Saori i podziękować jej za prezent. Odcinek kończy się dzwonkiem telefonu komórkowego Saori.

### Odc. 2
Saori nie może odebrać telefonu, więc Yamada zostawia wiadomość na jej sekretarce. Kiedy Saori oddzwania, to Yamada nie może odebrać telefonu. W końcu Yamadzie udaje się z nią skontaktować i zaprosić na kolację zgodnie z radami użytkowników forum, Yamada zmienia swój wygląd, aby przyciągnąć uwagę Saori. Odcinek kończy się, gdy Saori pojawia się w umówionym miejscu.

### Odc. 3
Yamada uważa, że pierwsza kolacja z Saori była katastrofą. Jednak dzwoni do niej ponownie i zaprasza ją na kolejne spotkanie. Tym razem Saori nie przychodzi sama.

### Odc. 4
Saori myli „surfowanie po sieci” z surfowaniem, więc Yamada uczy się surfować, aby zwrócić na siebie jej uwagę. Po wielu próbach w końcu wyznaje Saori, że nie potrafi surfować i że to było nieporozumienie.

### Odc. 5
Tajemniczy prześladowca zaczyna nękać Saori. Yamada rozpoczyna śledztwo, aby poznać tożsamość prześladowcy. Okazuje się, że jest to doręczyciel, który dostarcza paczki do miejsca pracy Saori.

### Odc. 6
Yamada po raz pierwszy zostaje zaproszony do domu Saori na herbatę. Yamada próbuje powiedzieć Saori, jak bardzo ją lubi, ale brakuje mu odwagi. Kiedy umawiają się na drugą randkę, Yamada okłamuje Saori, że nie może iść z powodu pracy, ale w rzeczywistości wybiera się na konwent. Saori zdaje sobie sprawę z kłamstwa Yamady i boli ją serce.

### Odc. 7
Yamada wierzy, że Saori jest nim rozczarowana, gdy dowiaduje się, że jest „otaku”. Yamada postanawia więc wyrzucić całą swoją kolekcję figurek i przedmiotów z nią związanych. Saori jest jednak zasmucona faktem, że Yamada ją okłamał.

### Odc. 8
Yamada w końcu jest w stanie pokazać Saori swoją prawdziwą naturę „otaku”, pomimo strachu przed odrzuceniem.

### Odc. 9
Yamada zostaje zaproszony na kolację z rodzicami Saori. Odcinek kończy się odkryciem przez brata Saori forum internetowego, na którym Yamada opowiada o swoim związku z Saori.

### Odc. 10
Yamada jest przygnębiony po zerwaniu z Saori. Dlatego wszyscy członkowie forum zbierają się, by pocieszyć Yamadę.

### Odc. 11
Saori czyta posty na forum internetowym i jest nimi bardzo poruszona. Yamada jest w końcu w stanie wyznać jej swoje uczucia i oboje dzielą swój pierwszy pocałunek. Jednak liczba postów wkrótce osiąga maksymalny limit 1000, a Yamada musi pożegnać się z użytkownikami forum, którzy go wspierali.

## Nagrody
25 października 2005 roku drama otrzymała sześć nagród podczas gali Television Drama Academy Awards: Najlepsza Drama, Najlepszy Aktor Drugoplanowy (Atsushi Itō), Najlepsza Aktorka Drugoplanowa (Miho Shiraishi), Najlepszy Reżyser (Takeuchi Hideki), Najlepsza Aranżacja Muzyczna i Najlepszy Utwór Otwierający.